# Bandera de Kurdistán
La bandera del Kurdistán (en kurdo: Alaya Rengîn) apareció durante la lucha de los kurdos por su independencia del Imperio otomano (1920).
En 1946 la República de Kurdistán en Mehabad (actual Irán), adoptó esa bandera. 
El símbolo central representa la nergis, flores salvajes amarillas que crecen en los valles del Kurdistán, también se asocia con un signo solar propio de las tradiciones preislámicas de los kurdos: el yazidismo y el zoroastrismo. Actualmente los colores de la bandera son usados con algunas variaciones como símbolo de la población kurda de Turquía, Irán, Irak y Siria. El uso de la bandera está proscrito en Turquía, y durante la invasión de Irak de 2003 las fuerzas de la coalición trataron de impedir sin éxito que fuese izada en público para aliviar el ambiente de tensión étnica entre Surlandeses.

## Banderas usadas por kurdos

Bandera de la República de Ararat (1927-1930)
Bandera de la República de Mahabad (1946-1947)
Bandera de Rojava utilizada por la entonces Federación del Norte de Siria de 2012 a 2018 durante la Guerra Civil Siria.